# Propano
Um alcano de três carbonos, propano é algumas vezes derivado de outros produtos do petróleo, durante processamento de óleo ou gás natural.

## Usos
Quando comburente vendido como combustível, ele também é chamado de gás liquefeito de petróleo (GLP), que é uma mistura do propano com pequenas quantidades de propileno, butano e butileno, mais etanotiol como odorizante para impedir que o normalmente inodoro propano deixe de ser identificado quando em vazamentos. Ele é usado como combustível para fogões e em motores de automóveis.
A combustão do propano é uma reação tipicamente exotérmica com desprendimento de calor:
C3H8 + 5 O2 → 3 CO2 + 4 H2O
Outro uso do propano é como propulsor para sprays aerossóis, especialmente após o banimento dos CFCs.
Utilizado na mistura denominada MGR (mixed gas refrigerant), que é fundamental para liquefação do gás natural (GNL) em processos industriais, onde a refrigeração necessária é obtida por uma válvula Joule-Thomson.
Pode ser usado para extrair compostos naturais. A desidrogenação e a desidrogenação oxidativa do propano produz propileno, um composto muito versátil que pode ser utilizado para a produção de polipropileno, ácido acrílico, acrilonitrila, fenol e acetona. Devido ao fato de o propano ser uma matéria-prima significativamente mais barata em relação ao propileno, a oxidação seletiva em uma etapa do propano em ácido acrílico está sendo objeto de intensa pesquisa. 